# Mikado (pel·lícula)
Mikado (títol original, Marocco) és una pel·lícula dramàtica de 2021 dirigida per Emanuel Pârvu i escrita per Alexandru Popa i el mateix Pârvu. Es tracta d'una coproducció entre Romania i Txèquia gravada originalment en romanès. S'ha doblat i subtitulat al català.

## Sinopsi
La jove Magda regala el seu collaret a una nena malalta a l'hospital on col·labora. El seu pare està segur que torna a mentir i quan la Magda demostra la seva innocència, ell se sent avergonyit i culpable, però alhora incapaç d'admetre que es va equivocar. La relació entre tots dos està trencada, i les decisions del passat tindran conseqüències irreversibles.

## Repartiment
- Serban Pavlu
- Ana Indricau
- Tudor Cucu-Dumitrescu
- Crina Semciuc